# Simyra atrata
Simyra atrata là một loài bướm đêm trong họ Noctuidae.